# العلاقات الإيرانية القطرية
تشير العلاقات الإيرانية القطرية إلى العلاقات الثنائية بين جمهورية إيران الإسلامية و‌دولة قطر. لدى إيران سفارة في الدوحة بينما لدى قطر سفارة في طهران. وقد توترت العلاقات بين البلدين بعد أن قطعت السعودية علاقاتها مع إيران في أعقاب الهجوم الذي وقع في يناير 2016 على البعثات الدبلوماسية السعودية في إيران.
ترتبط قطر وإيران بعلاقات وثيقة. وكلاهما عضوان في أوبك و‌حركة عدم الانحياز و‌منظمة التعاون الإسلامي. وخلافا لنظيرتيها الدولتين الأعضاء في مجلس التعاون الخليجي السعودية والإمارات العربية المتحدة، تمتنع قطر عمومًا عن انتقاد الأنشطة الداخلية والخارجية الإيرانية. كما عقدت قطر عدة اجتماعات رفيعة المستوى مع المسؤولين الإيرانيين لبحث الاتفاقات الأمنية والاقتصادية.
وللبلدين علاقة اقتصادية وثيقة، وخاصة في صناعتي النفط والغاز. ويأتي جزء كبير من نفط قطر من حقل مرتبط بإيران. وتسيطر إيران وقطر بشكل مشترك على أكبر حقل للغاز في العالم. وتتمتع قطر بنسبة 13% من إجمالي احتياطيات الغاز المثبتة في العالم. وتنتج قطر 650 مليون متر مكعب من الغاز يوميًا من قسمها في الحقل، وتنتج إيران 430 مليون مترًا مكعبًا من الغاز من الحقل. بالإضافة إلى الروابط في ميدان النفط والغاز الطبيعي، تتعاون إيران وقطر أيضًا في قطاع النقل البحري.
في 23 يونيو 2025، شنت إيران هجوماً صاروخياً على قاعدة العديد في قطر، ما وضع العلاقات القطرية الإيرانية أمام اختبار حاد. أدانت قطر الهجوم واعتبرته انتهاكاً لسيادتها، مؤكدة تصدي دفاعاتها للصواريخ دون إصابات. وأدانت الهجوم كذلك دول عربية أخرى.

## العلاقات الثنائية
إبان نظام الشاه محمد رضا بهلوي في عام 1969، وقعت قطر وإيران اتفاقًا لترسيم الحدود البحرية بين البلدين.
خلال الحرب الإيرانية العراقية (1980–1988)، دعمت قطر نظام صدام حسين سياسيا وإستخباراتيا وماليًا بتقديم قروض كبيرة وهدايا نقدية. وكانت مطالبة إيران في مايو 1989 بأن ثلث خزان الغاز في الحقل الشمالي لقطر تحت المياه الإيرانية قد حلت على ما يبدو باتفاق لاستغلال الحقل بصورة مشتركة بين قطر وإيران.
تقيم قطر علاقات ودية مع إيران. منذ عام 1991م، بعد انتهاء حرب الخليج الثانية، رحب أمير قطر السابق الشيخ حمد بن خليفة آل ثاني بالمشاركة الإيرانية في الترتيبات الأمنية للخليج العربي، ولكن بسبب المقاومة من دول الخليج العربي الأخرى وخاصة المملكة العربية السعودية والإمارات العربية المتحدة ومملكة البحرين لم تثمر هذه الجهود القطرية قط. بيد أن جهاز المخابرات القطرية يحافظ على التعاون الأمني والاستخباراتي مع الاستخبارات الإيرانية من خلال العلاقات الثنائية. بالإضافة إلى ذلك، جرى وضع خطط في عام 1992م لنقل المياه بالأنابيب من نهر كارون في إيران إلى قطر، ولكن بعد المقاومة المحلية في إيران، تم التراجع عن هذه الخطة.
في فبراير 2010، أثناء جلسة أسئلة وأجوبة عقب الكلمة التي ألقتها وزيرة الخارجية الأمريكية هيلاري كلينتون في المنتدى العالمي الأمريكي الإسلامي في الدوحة، أقر رئيس الوزراء القطري السابق الشيخ حمد بن جاسم بن جبر آل ثاني أنه إذا أثار البرنامج الإيراني «سباق نووي في المنطقة، سيكون سباق غير صحي للجميع». ودعا الشيخ حمد بن جاسم أيضًا إلى «الحوار المباشر بين إيران والولايات المتحدة الأمريكية».
في مايو 2010، أعرب أمير قطر السابق الشيخ حمد بن خليفة آل ثاني والرئيس السوري بشار الأسد عن تأييدهما للجهود التي تقودها تركيا لإيجاد حل دبلوماسي للنزاع حول البرنامج النووي الإيراني. اقترح مسؤولون أتراك التوسط لإجراء محادثات مباشرة بين المفاوض النووي الإيراني الكبير سعيد جليلي ورئيسة السياسة الخارجية للاتحاد الأوروبي كاثرين أشتون.
في يناير 2016، كانت دولة قطر آخر بلد يساند المملكة العربية السعودية باستدعاء سفيرها لدى طهران بعد الهجوم على السفارة السعودية في طهران إثر إعدام السلطات السعودية رجل الدين الشيعي نمر النمر.

### التعاون الاقتصادي
تتشاطر قطر علاقات إقتصادية جيدة مع إيران وكلاهما عضوان في منظمة الدول المصدرة للنفط (أوبك). وتسيطر كل من روسيا وقطر وإيران على حوالي 50% من احتياطيات النفط في العالم. وقد أبرمت اتفاقيات لتطوير علاقاتها الاقتصادية وخاصة داخل الأوبك. ويمتلك كلا البلدين حقل الغاز المتكثف فارس الجنوبي/القبة الشمالية، وهو أكبر حقل غاز في العالم، وله تأثير كبير في العلاقات الإيرانية القطرية.
في 11 يناير 2009، اجتمع ممثلون من البلدان الثلاث، وهي قطر وإيران وروسيا، في العاصمة الإيرانية طهران، واتفقوا علي إنتاج احتياطياتهم من الغاز.

### التوترات بين قطر وإيران
تواجه قطر وقتًا عصيبًا في الحفاظ على علاقة جيدة ومستدامة مع إيران وتبني السياسات التي وضعتها دول مجلس التعاون الخليجي تجاهها. فهي تمشي بخفة على كلا الجانبين عملًا المصالح الذاتية الخاصة بهم. بيد أن محاولة الحفاظ على علاقة جيدة مع دول مجلس التعاون الخليجي وإيران قد أدت إلى توترات.
حينما بدأت ثورات الربيع العربي عام 2011 ظهرت التوترات بوضوح بين قطر وإيران بسبب دعم قطر للثورة السورية 2011 منذ اليوم الأول لإنطلاقتها ودعم إيران لنظام بشار الأسد.
في 2 يوليو 2011، وافق مجلس التعاون الخليجي بالإجماع على أن يكون له قوة عسكرية مشتركة، مما يؤدي إلى زيادة ضعف حجم قوات درع الجزيرة. "وذكر الدكتور سامي الفرج أن القرار اتخذ من أجل مواجهة تهديد متزايد من إيران" وعناصرها الإرهابية الهدامة في جميع أنحاء دول مجلس التعاون الخليجي".

## الضربات الإرانية على قطر
المقالة الرئيسة: الهجمات الإيرانية على القواعد العسكرية الأمريكية 2025
في 23 يونيو 2025، شنت إيران هجوماً صاروخياً على قاعدة العديد الجوية الأمريكية في قطر، وذلك في إطار التصعيد العسكري بين طهران وواشنطن على خلفية الحرب الإيرانية الإسرائيلية. استهدف الهجوم إرسال رسالة مباشرة للولايات المتحدة، لكنه وضع العلاقات القطرية الإيرانية أمام اختبار حساس. فقد أدانت الدوحة الهجوم بشدة واعتبرته انتهاكاً صارخاً لسيادة قطر ومجالها الجوي، وأكدت احتفاظها بحق الرد بما يتناسب مع حجم الاعتداء وبما يتوافق مع القانون الدولي. كما أعلنت السلطات القطرية أن دفاعاتها الجوية تصدت للصواريخ الإيرانية بنجاح ولم تقع إصابات بشرية.
هذا التطور عكس هشاشة التوازن في العلاقات بين قطر وإيران، فعلى الرغم من التعاون الاقتصادي والسياسي بين البلدين في السنوات الأخيرة، أظهر الهجوم أن المصالح الاستراتيجية لقطر، خاصة في ما يتعلق بوجود القواعد الأمريكية على أراضيها، قد تتعارض مع سياسات إيران الإقليمية.